# Erbschaftssteuer (Internationales und nicht deutsches Recht)
Das internationale Erbschaftsteuerrecht umfasst die Bestimmungen des nationalen Rechts, die sich mit der erbschaftsteuerlichen Behandlung von Erbschaftsfällen mit Auslandsberührung einschließlich der hierzu abgeschlossenen internationalen Abkommen befassen. Unter ausländischem Erbschaftsteuerrecht versteht man die erbschaftsteuerlichen Vorschriften ausländischer Rechtsordnungen.

## Internationale Konfliktfälle
Die Erbschaftsteuer kann nach dem Territorialitätsprinzip oder nach dem Universalitätsprinzip erhoben werden. Nach dem Territorialitätsprinzip unterliegen der Besteuerung alle in dem Gebiet des die Steuer erhebenden Staates vorhandenen oder ihm sonst zugerechneten Gegenstände und Rechte. Nach dem Universalitätsprinzip (oder auch Weltprinzip genannt) werden alle dem erhebenden Staat angehörenden Steuerpflichtigen mit ihrem Weltvermögen besteuert. Die meisten Staaten, die eine Erbschaft- und in deren Gefolge zumeist auch eine Schenkungsteuer erheben, folgen einer Mischung beider Prinzipien. Sie besteuern einmal sämtliches in ihrem Gebiet befindliche Vermögen (Territorialitätsprinzip) entweder aufgrund einer auf den inländischen Besitz beschränkten Steuerpflicht (so in Deutschland) oder in Form einer sich hierauf unmittelbar beziehenden Nachlasssteuer (z. B. teilweise in den Niederlanden und Luxemburg), zum anderen die in ihrem Gebiet nicht nur vorübergehend ansässigen Personen als (unbeschränkt Steuerpflichtige) mit ihrem Weltvermögen. Manche erstrecken die unbeschränkte Erbschaftsteuerpflicht auch noch eine Zeitlang auf eigene Staatsangehörige nach ihrem Wegzug. Sowohl Deutschland wie die meisten Kantone der Schweiz wenden die Mischung der beiden Prinzipien an, wobei in Deutschland die allgemeine Steuerpflicht auch noch fünf Jahre nach dem Wegzug deutscher Staatsangehöriger nachwirkt. Die Anwendung der unterschiedlichen Prinzipien der Steuererhebung und ihrer Mischung führt notwendigerweise zu einer Überlappung der nationalen Besteuerungen, bei denen sich der Steuerpflichtige aufgrund desselben Tatbestands (Erbfall) einer Doppelbesteuerung in Form der Erbschaftsteuerforderungen mehrerer Staaten ausgesetzt sieht.

## Doppelbesteuerungsabkommen
Doppelbesteuerungsabkommen, die zwischen verschiedenen Staaten abgeschlossen werden, haben den Zweck, eine durch Überlappung nationaler Besteuerungsvorschriften bestehende doppelte Belastung des Steuerpflichtigen mit der Steuer zu verhindern. Sie spielen eine große Rolle bei der Einkommensteuer, werden aber auch auf dem Gebiet des Erbschaftsteuerrechts, zum Teil auch unter Einbeziehung der Schenkungsteuer, abgeschlossen. Doppelbesteuerungsabkommen werden als internationale Verträge durch das Gesetzgebungsorgan ratifiziert und dadurch zu innerstaatlichem Recht. Soweit die Abkommen Regelungen vorsehen, ordnen sie grundsätzlich die von ihnen betroffenen Nachlassgegenstände dem einen oder dem anderen Staat zu, bzw. sehen Anrechnungen der in dem einen Staat gezahlten Steuer bei der im anderen Staat veranlagten Steuer vor.
Während Deutschland auf dem Gebiet der Einkommensteuer eine Vielzahl von solchen Abkommen abgeschlossen hat, gibt es für den Bereich der Erbschaftssteuer nur fünf: mit Dänemark vom 22. November 1995, Frankreich vom 12. Oktober 2006, Griechenland vom 18. November/1. Dezember 1910, der Schweiz vom 30. November 1978 und den USA vom 21. Dezember 2000. Das Abkommen mit Griechenland bezieht sich nur auf das bewegliche Vermögen, die Abkommen mit Dänemark, Frankreich und den USA betreffen auch die Schenkungsteuer.
Die Schweiz hat ebenfalls mehrere Abkommen auf dem Gebiet der Erbschaftsteuer mit anderen Staaten abgeschlossen, die für die insoweit die Steuerhoheit besitzenden Kantone verpflichtend sind. Auch von Liechtenstein wurden solche Abkommen abgeschlossen wie ebenso von Österreich, wo diese Abkommen aber angesichts der Aufhebung der österreichischen Erbschafts- und Schenkungssteuer nur noch Bedeutung für eine Steuerpflicht im anderen Abkommensstaat haben.
Auf dem Gebiet des Erbrechts ist seit 2015 die EU-Erbrechtsverordnung (650/2012) wirksam, nach der in der gesamten EU – mit Ausnahme des Vereinigten Königreichs, Irlands und Dänemarks – das Aufenthaltsprinzip die Staatszugehörigkeit in Erbfällen mit Auslandsbezug ersetzt. Diese Verordnung regelt jedoch nicht die Besteuerung von Erbfällen; hierfür gelten weiterhin das jeweilige nationale Steuerrecht und die Doppelbesteuerungsabkommen.

## Anrechnung der ausländischen Steuer
Findet kein Doppelbesteuerungsabkommen Anwendung, so eröffnet in Deutschland § 21 Abs. 1 ErbStG die Möglichkeit, dass die für das Auslandsvermögen bezahlte Erbschaftsteuer auf die insoweit ebenfalls nach deutschem Recht zu zahlende Erbschaftsteuer angerechnet wird. Erforderlich ist hierfür ein entsprechender Antrag des Steuerpflichtigen. Weitere Voraussetzung ist, dass es sich um solche Vermögensgegenstände handelt, die, würden sie in Deutschland berücksichtigt, nach der Definition des § 121 Bewertungsgesetz inländisches Vermögen wären. Diese Bestimmung kann dazu führen, dass es für Gegenstände, die nicht in § 121 BewG angeführt sind (z. B. bei ausländischen Bankguthaben) bei der Doppelbesteuerung verbleibt. Auch die meisten Schweizer Kantone kennen eine Anrechnungsmöglichkeit für eine im Ausland gezahlte Erbschaftsteuer. Eine theoretisch mögliche innerkantonale Doppelbesteuerung wird aber vermieden.

## Besteuerung innerhalb der EU
Das Gemeinschaftsrecht der EU enthält keine direkt einschlägigen Bestimmungen, die sich mit dem Erbschafts- und Schenkungsteuerrecht befassen. Eine Belastung mit einer Erbschaftsteuer kann nach Auffassung des Europäischen Gerichtshofs zwar grundsätzlich einen Eingriff in die Kapitalverkehrsfreiheit darstellen und mithin dem Diskriminierungsverbot unterliegen. Jedoch sieht er nach einem Urteil vom 12. Februar 2009 (AZ C-67/08) das Gemeinschaftsrecht mangels hier bereits bestehender Kriterien für die Kompetenzverteilung zwischen den Mitgliedsstaaten noch nicht als weit genug entwickelt an, um die Mitgliedsstaaten zu einer gegenseitigen Anpassung ihrer Steuererhebung zu verpflichten, so dass Doppelbesteuerungen von Erbfällen hingenommen werden müssen. Dies gilt zurzeit auch noch angesichts des generellen Zieles, innerhalb der EU solche Doppelbesteuerungen durch die Vereinbarung von Doppelbesteuerungsabkommen zu vermeiden.
Viele Staaten, die im Rahmen einer beschränkten Steuerpflicht oder auch einer reinen Nachlasssteuer das inländische Vermögen eines ausländischen Erblassers besteuern, versagen hiernach im Ausland ansässigen steuerpflichtigen Erben die ansonsten gewährten Freibeträge. Dies gilt auch für das deutsche Erbschaftsteuerrecht (soweit sich die Steuerpflicht allein aus den Regelungen des §  2 Abs. 1 Nr. 3 ErbStG ergibt). Aufgrund einer Vorlage des Finanzgerichts Düsseldorf hat der EuGH mit Entscheidung vom 22. April 2010 (C-510/08) nunmehr für die Schenkungsteuer festgestellt, dass bei in der EU ansässigen Beteiligten eine unterschiedliche Gewährung des Freibetrags, die an der Tatsache einer fehlenden Ansässigkeit in Deutschland anknüpft, eine unzulässige Beschränkung der Freiheit des Kapitalverkehrs darstellt und gegen das Gemeinschaftsrecht verstößt. Die Entscheidung ist auf die Erbschaftsteuer uneingeschränkt übertragbar und hat möglicherweise weitgehende Auswirkungen auf entsprechende Beschränkungen von Freibeträgen in anderen Mitgliedsländern.

## Erbschaftsteuer in anderen Ländern
Erbschaftsteuer wird in vielen anderen Ländern in unterschiedlicher Form erhoben. Ihre Ausgestaltung unterscheidet sich nicht nur der Höhe und dem besteuerten Vermögen nach, sondern vor allem nach der Behandlung des Übergangs innerhalb von Familien. In den letzten Jahren lässt sich international eine deutliche Tendenz feststellen, zugunsten von Familien, hier vor allem bei Übergängen zwischen Ehegatten sowie zwischen Eltern und Abkömmlingen, auf eine Erhebung ganz zu verzichten. Einige Länder haben zwar die Erbschaft- und Schenkungsteuer gänzlich abgeschafft, dafür aber eine besondere Steuer für Übertragungen unter fernen Verwandten und Dritten in Form einer Stempelsteuer (wie in Portugal) oder Übertragungssteuer (wie in Zypern) eingeführt oder aufrechterhalten.

### Erbschaftsteuer in den Mitgliedstaaten der EU und des EWR
Die Situation der Erhebung der Erbschaftsteuer in der EU sowie im Europäischen Wirtschaftsraum (EWR) kann der nachfolgenden Tabelle entnommen werden. Die Tabelle zeigt, dass – unter Außerachtlassung der in Deutschland sehr hohen nicht besteuerten Freibeträge – Deutschland zu den Ländern mit den höchsten Steuersätzen für nahe Familienangehörigen gehört, neben Belgien, Frankreich (das aber die Ehegatten nicht besteuert) und Spanien (wo aber in mehr als der Hälfte der Regionen die Familien mit nur 1 % oder symbolischen 0,1 % besteuert werden).
| Mitgliedstaaten        | Erbschaftsteuer | andere Abgaben                      | Besteuerung Ehegatten | Besteuerung Kinder   | Höchste Steuerklasse | Anmerkung                                                                                      |
| ---------------------- | --------------- | ----------------------------------- | --------------------- | -------------------- | -------------------- | ---------------------------------------------------------------------------------------------- |
| Belgien                | ja              | -                                   | 3 – 30 %              | 3 – 30 %             | 30 – 80 %            | -                                                                                              |
| Bulgarien              | ja              | -                                   | nein                  | nein                 | 5%                   | -                                                                                              |
| Dänemark               | ja              | -                                   | nein                  | 15 %                 | 36,25 %              | -                                                                                              |
| Deutschland            | ja              | -                                   | 7 – 30 %              | 7 – 30 %             | 30 – 50 %            | - Freibeträge gelten                                                                           |
| Estland                | nein            | -                                   | nein                  | nein                 | 0                    | -                                                                                              |
| Finnland               | ja              | -                                   | 7 – 13 %              | 7 – 13 %             | 20 – 32 %            | -                                                                                              |
| Frankreich             | ja              | -                                   | nein                  | 5 – 40 %             | 60%                  | -                                                                                              |
| Griechenland           | ja              | -                                   | 1 – 10 %*             | 1 – 10 %*            | 20 – 40 %            | * Immobilien mit 1 %                                                                           |
| Irland                 | ja              | -                                   | nein                  | 33 %*                | 33 %                 | -                                                                                              |
| Italien                | ja              | 3 % Immob.                          | 4 %                   | 4 %                  | 8 %                  | -                                                                                              |
| Lettland               | nein            | -                                   | nein                  | nein                 | 0                    | -                                                                                              |
| Litauen                | ja              | -                                   | nein                  | nein                 | 5 – 10 %             | -                                                                                              |
| Luxemburg              | ja              | -                                   | nein*                 | nein                 | 15 – 48              | * bei gemeinsamem Kind, ansonsten 5 %                                                          |
| Malta                  | nein            | 2 – 5 %                             | nein                  | nein                 | 0                    | - Transaktionsabgabe auf Immobilien und Wertpapieren                                           |
| Niederlande            | ja              | -                                   | 10 – 20 %             | 10 – 20 %            | 30 – 40 %            | -                                                                                              |
| Österreich             | nein            | 3,5 % Immob. (Grunderwerb)          | nein                  | nein                 | 0                    | -                                                                                              |
| Polen                  | ja              | -                                   | nein                  | nein                 | 12 – 20 %            | -                                                                                              |
| Portugal               | nein            | 10 % *                              | nein                  | nein                 | 10 %*                | *Stempelsteuer unter Dritten und fernen Verwandten                                             |
| Rumänien               | nein            | Stempelsteuer*                      | nein                  | nein                 | 0                    | * degressiv von 3 zu 0,5 % (ab 2370 Euro)                                                      |
| Schweden               | nein            | -                                   | nein                  | nein                 | 0                    | -                                                                                              |
| Slowakei               | nein            | -                                   | nein                  | nein                 | 0                    | -                                                                                              |
| Slowenien              | ja              | -                                   | nein                  | nein                 | 12 – 39 %            | -                                                                                              |
| Spanien                | ja              | Grundstücke: Wertsteigerungssteuer  | 7,65–40,8 % /nein*    | 7,65 – 40,8 % /nein* | 15,3 – 81,6 %        | * in 9 Regionen nein, in 8 ja                                                                  |
| Tschechien             | ja*             | -                                   | nein                  | nein                 | 3,5 – 20 %           | * nur Dritte                                                                                   |
| Ungarn                 | ja              | -                                   | nein                  | nein                 | 18 %*                | * Wohnimmobilie: 9 %                                                                           |
| Vereinigtes Königreich | ja              | Kapitalgewinnsteuer bei Schenkungen | nein                  | 40 %                 | 40%                  | -                                                                                              |
| Zypern                 | nein            | 3 – 8 %*                            | nein                  | nein                 | 8 %*                 | *Übertragungsgebühren bei Grundstücksschenkungen                                               |
| EWR                    |                 |                                     |                       |                      |                      |                                                                                                |
| Island                 | ja              | -                                   | nein                  | 5 %                  | 5%                   | -                                                                                              |
| Liechtenstein          | nein            | -                                   | nein                  | nein                 | nein                 | Abschaffung der Erbschafts- und Schenkungssteuer mit der Totalrevision des Steuergesetzes 2011 |
| Norwegen               | nein            | -                                   |                       |                      |                      | 2014 abgeschafft                                                                               |

### Erbschaftsteuer in anderen Ländern
- Ägypten (1996 abgeschafft),[42]
- Australien (als Bundessteuer 1979 abgeschafft),[43]
- China (erhebt keine Erbschaftsteuer),[44]
- Indien (1985 abgeschafft),[45]
- Israel (1981 abgeschafft),[46]
- Japan: Erbschaft- und Schenkungsteuer wird mit Steuersätzen zwischen 10 % und 55 % erhoben,[44]
- Kanada (1972 abgeschafft).[44] Stattdessen wird seitdem eine Kapitalgewinnsteuer (capital gains tax) erhoben, die einen Verkauf fingiert und den Unterschiedsbetrag zwischen den ursprünglichen Anschaffungskosten eines Gutes und seinem geschätzten fingierten Veräußerungserlös mit 75 % des Einkommensteuersatzes besteuert. Vergünstigungen werden Ehegatten und bei Übertragung von landwirtschaftlich genutztem Vermögen auf Abkömmlinge durch Ansatz des Steuerwertes als Anschaffungspreis gewährt, wodurch eine Wertsteigerung ausscheidet.[47]
- Neuseeland (1992 abgeschafft, erhebt jedoch Schenkungsteuer),[48]
- Russland (2006 abgeschafft)[49][44]
- Schweiz: Erhebung den Kantonen vorbehalten (die meisten Kantone erheben sie),[50]
- Singapur (2008 abgeschafft)[51]
- Türkei (2008 abgeschafft)[52]
- USA: Erbschafts- und Schenkungsteuer wird auf Bundesebene mit hohen Freibeträgen erhoben. Zusätzlich in einigen Einzelstaaten, dadurch Doppelbesteuerung möglich.[53][44]

### Schenkungen und Vererbung von Familienunternehmen
Die Unternehmensberatung KPMG verglich anhand von Fallstudien, welche Steuern bei der Schenkung oder Erbschaft in 57 Länder und Regionen fällig werden. Während in Deutschland bei der Vererbung von Unternehmen oft gar keine oder sehr geringe Steuern gezahlt werden, reichen die Steuersätze im benachbarten europäischen Ausland und in Ländern außerhalb von Europa von 10 bis 35 %.